# Hommage à Delacroix
Pour les articles homonymes, voir Hommage et Hommage à Delacroix (homonymie).
Hommage à Delacroix est un tableau de Henri Fantin-Latour peint en 1864 et exposé au Salon de la même année. Il est conservé au musée d'Orsay à Paris.

## L'œuvre
Cette peinture fait partie des quatre œuvres de ce peintre qui a représenté en groupe des personnalités artistiques de son époque dans le cadre de tableaux manifestes. Hommage à Delacroix est le premier de cette série. C'est à l'occasion des obsèques du peintre que Fantin-Latour, choqué par la maigreur du cortège qu'il avait suivi en compagnie de Baudelaire et de Manet, décide de peindre un hommage public où il représentera un ensemble de dix personnalités des arts et des lettres revendiquant leur admiration pour Delacroix, regroupés devant un portrait du maître décédé l'année précédente.
De gauche à droite : 
- Assis : Louis Edmond Duranty, Fantin-Latour lui-même, Champfleury et Charles Baudelaire.
- Debout : les peintres Louis Cordier (1823-1906), Alphonse Legros, James Whistler, Édouard Manet, Félix Bracquemond et Albert de Balleroy.

Hommage à Delacroix est aussi le titre d'un monument exécuté par le sculpteur Jules Dalou et situé au Jardin du Luxembourg à Paris.